# Circotettix carlinianus
Circotettix carlinianus är en insektsart som först beskrevs av Thomas, C. 1870.  Circotettix carlinianus ingår i släktet Circotettix och familjen gräshoppor. Inga underarter finns listade i Catalogue of Life.